# Carlos Varela
Carlos Alberto Varela da Costa, mais conhecido como Carlos Varela (Sá da Bandeira,  5 de Janeiro de 1964 - Funchal, 13 de Maio) foi um professor e radialista português, e grande impulsionador do teatro na Região Autónoma da Madeira. Foi fundador e coordenador  e coordenador do grupo teatral ‘O Moniz’, e membro fundador e primeiro presidente da companhia teatral "Contigo Teatro".

## Primeiros anos
Carlos nasceu a 5 de Janeiro de 1964 na freguesia de São José do Lubango, em Sá da Bandeira (actual Lubango), na então África Ocidental Portuguesa, filho de José Coelho da Costa e de Maria Manuela Ferreira da Silva Varela, sendo o terceiro dos quatro filhos rapazes do casal. Quando tinha pouco mais de um ano, a família foi viver para Moçâmedes, onde Carlos iniciou os estudos e permaneceu até aos onze anos.
Em Setembro de 1975, após a revolução de 25 de Abril de 1974, veio com a mãe e os irmãos para Portugal, tendo-se-lhes juntado o pai um ano mais tarde. Viveu os três primeiros meses na casa dos avós maternos na Rua da Fábrica do Papel, em Leiria, de onde era natural a sua mãe. Em Dezembro do mesmo ano, a família foi viver para a terra natal do seu pai, a aldeia de Chão Pardo, no concelho de Porto de Mós, ainda provisoriamente. Em 1976 regressou a Leiria, vindo a residir na Rua D. Afonso Henriques, onde passou grande parte da sua adolescência e juventude. Aqui foi membro co-fundador, atleta, monitor desportivo e animador cultural do Clube Académico de Leiria, que dava então os primeiros passos.
Aprendeu expressão dramática em acções de formação promovidas pelo Instituto da Juventude, à época denominado Fundo de Apoio aos Organismos Juvenis (FAOJ), que o motivaram para a dinamização de actividades culturais, tanto no clube como mais tarde como professor. Foi neste contexto que criou, com o amigo Vítor Vides, o grupo de teatro de fantoches “Os Saltimbancos”, apresentando espectáculos nas escolas e associações culturais do distrito de Leiria.
No início da década de 1980 participou em algumas iniciativas do Teatro Experimental de Leiria (TELA), sob a direcção artística de Carlos Fragateiro, cuja orientação e ensinamentos viriam a ser sempre uma referência nas suas práticas. Iniciou-se também nesta época na vida política, como membro da Juventude Socialista, participando activamente nas iniciativas da organização.
Estudou até ao 9º ano na Escola Domingues Sequeira, concluindo o ensino secundário na Escola Secundária Rodrigues Lobo, ambas em Leiria. Matriculou-se na Universidade Nova de Lisboa em 1983, aí se licenciando em Filosofia, na variante de História das Ideias.
Casou em 1986 com Maria José Silva de Assunção, natural do Funchal, com quem viria a ter dois filhos, João Pedro e Luís Miguel. Estabeleceu-se na Madeira em 1987, iniciando a sua atividade profissional como professor de Educação Física na Escola Secundária Ângelo Augusto da Silva, onde também começou a leccionar a disciplina de Filosofia no ano lectivo seguinte. Em 1989 começou a exercer funções na Escola Secundária Jaime Moniz, passando a fazer parte do quadro desta escola em 1990. Nesse mesmo ano fez parte da equipa organizadora do I Congresso de Filosofia, que teve lugar durante vários anos naquela escola.

## Teatro
Foi também em 1990 que Carlos Varela fundou o grupo de teatro “O Moniz”, inicialmente com cinco elementos. na sua primeira actividade deram voz a textos de Eugénio de Andrade no espectáculo “Poemas (em) cenários”. No mesmo ano, no âmbito do projecto multidisciplinar “A Escola e os Descobrimentos Portugueses “, foi encarregado da coordenação e preparação dos quadros do projecto "História ao Vivo", concretizado no Funchal, em Dezembro de 1991.
Em 1993, organizou o Primeiro Encontro de Grupos de Teatro Escolar da Região Autónoma da Madeira, que viria a impulsionar a criação de outros grupos de teatro, dinamizando e promovendo a actividade teatral entre jovens de diversas escolas. O evento foi renomeado no ano seguinte como Festival Regional de Teatro Escolar (FRTE), acolhendo várias escolas da região. Em 1997, Carlos Varela candidatou-se à organização do XIX Festival Nacional de Teatro Escolar, que veio a ter lugar em 1998, acolhendo mais de uma dezena de grupos de teatro escolar de vários pontos do país e onze grupos observadores no palco da Escola Secundária Jaime Moniz.
Em Fevereiro de 1999, apoiado por alguns professores e antigos membros do teatro “O Moniz”, Carlos Varela criou Associação Companhia Contigo Teatro, com vista a possibilitar a continuidade da arte teatral aos jovens já fora da escolaridade. A primeira peça do grupo, “Duas Horas Antes”, foi realizada em co-autoria por Carlos Varela e Marcela Costa. No ano seguinte, o grupo levou à cena a peça “O grande Circo Real “, com argumento de José Gil e Marcela Costa, e encenação de Carlos Varela, que também participou na peça como actor. Este veio a ser o seu último trabalho em teatro.

## Comunicação social
A primeira experiência de Carlos Varela na rádio teve lugar em 1990, na Rádio Girão, com o programa desportivo "Rodas no Ar". Em 1992 integrou a equipa de trabalho do jornal escolar “Versus”, coordenando e realizando, conjuntamente com Lina Marques e António Fonseca, um programa intitulado "Outra Margem" no Posto Emissor do Funchal (PEF), com o objectivo de discutir e reflectir sobre ensino e educação, dando voz activa às escolas. O programa viria a dar lugar ao "Clube Diário", uma co-produção entre o PEF e o Diário de Notícias, com edições de segunda a sexta-feira, coordenadas por Carlos Varela e por Ivo Caldeira.
Após suspender a actividade docente entre 1996 e 1997 para se dedicar ao projecto de cooperação entre as escolas e a rádio, devido ao grande número de escolas envolvidas, voltou ao ensino com um novo projecto de divulgação das comunidades educativas, o programa "Jornal das Escolas", transmitido todos os dias úteis,na Rádio Diário TSF. Continuou na TSF nos anos seguintes, sendo responsável pela coordenação e apresentação de programas sobre temas da actualidade e de natureza cultural. Foi ainda colaborador do Diário de Notícias com vários artigos de opinião, tendo coordenado vários números do suplemento Kurt daquele periódico.

## Política
Na política evidenciou-se nas suas intervenções como membro da Juventude Socialista, com particular evidência na década de 1990, tendo desempenhado as funções de vice-presidente, membro da comissão política regional e membro da comissão nacional da Juventude Socialista. Posteriormente fez parte do secretariado regional do Partido Socialista, tendo sido vogal da assembleia da junta de freguesia de São Gonçalo entre 1990 e 1993.
Às 6:30 da manhã do dia 13 de Maio de 2000, encontrando-se em casa, no Funchal, Carlos Varela foi repentinamente acometido de ataque cardíaco, vindo a morrer a caminho do Hospital Central do Funchal. A 17 de Maio a Assembleia Legislativa Regional aprovou por unanimidade um voto de pesar pela morte de Carlos Varela, pelo seu destaque e legado em vários domínios, em particular na cultura, e em especial no teatro da região. O funeral realizou-se nesse dia, sendo enterrado em jazigo do Cemitério de Nossa Senhora das Angústias, em São Martinho.

## Homenagens
Em 2001, o Festival Regional de Teatro Escolar (FRTE), fundado por Carlos Varela em 1993, passou a designar-se Festival Regional de Teatro Escolar Carlos Varela em sua homenagem. Em 2016, foi estabelecido um protocolo entre a Câmara Municipal do Funchal, através da direcção do Teatro Municipal Baltazar Dias, e a Escola Secundária Jaime Moniz, criando o prémio "Carlos Varela", atribuído à melhor peça de teatro no decorrer desse festival.
Em 2004, a Câmara Municipal do Funchal homenageou Carlos Varela, reconhecendo o seu papel como professor e dinamizador cultural, com destaque para a valorização do teatro na educação dos jovens, atribuindo o seu nome a um arruamento da freguesia de São Martinho, a Rua Doutor Carlos Varela.